# Sonny Rollins, Volume 1
Sonny Rollins, Volume 1 – album amerykańskiego saksofonisty jazzowego Sonny’ego Rollinsa, wydany po raz pierwszy w 1957 roku z numerem katalogowym BLP 1542 nakładem Blue Note Records. Album pierwotnie ogłoszony został pod tytułem Sonny Rollins, znany jest jednak przede wszystkim jako  Sonny Rollins Volume 1 bądź Sonny Rollins, Vol. 1. Był to pierwszy album Rollinsa wydany pod szyldem Blue Note.

## Powstanie
Materiał na płytę został zarejestrowany 16 grudnia 1956 roku przez Rudy’ego Van Geldera w należącym do niego studiu (Van Gelder Studio) w Hackensack w stanie New Jersey. Produkcją albumu zajął się Alfred Lion.

## Lista utworów
Opracowano na podstawie materiału źródłowego.
Wydanie LP
Strona A
| Nr | Tytuł utworu                      | Muzyka        | Długość |
| -- | --------------------------------- | ------------- | ------- |
| 1. | „Decision”                        | Sonny Rollins | 8:03    |
| 2. | „Bluesnote”                       | Rollins       | 7:02    |
| 3. | „How Are Things in Glocca Morra?” | Burton Lane   | 10:00   |
|    |                                   |               | 25:05   |

Strona B
| Nr | Tytuł utworu  | Muzyka  | Długość |
| -- | ------------- | ------- | ------- |
| 1. | „Plain Jane”  | Rollins | 9:39    |
| 2. | „Sonnysphere” | Rollins | 6:18    |
|    |               |         | 15:57   |

## Twórcy
Opracowano na podstawie materiału źródłowego.
Muzycy:
- Sonny Rollins – saksofon tenorowy
- Donald Byrd – trąbka
- Wynton Kelly – fortepian
- Gene Ramey – kontrabas
- Max Roach – perkusja

Produkcja:
- Alfred Lion – produkcja muzyczna
- Rudy Van Gelder – inżynieria dźwięku
- Reid Miles – projekt okładki
- Francis Wolff – fotografia na okładce
- Leonard Feather – liner notes